# Tripura Sundari
 Tripura Sundari (sánscrito : त्रिपुरसुन्दरी, IAST : Tripura Sundarī), también conocida como Lalita, Rajarajeshvari, Shodashi o Kamakshi, es según la tradición Srikula en el Shaktismo, la principal de las Mahavidyas, la divinidad suprema del hinduismo y también la diosa principal de Sri Vidya. En el Tripura Upanishad la ubica como la Shakti (energía, poder) máxima del universo. Se la describe como la conciencia suprema, que gobierna desde arriba de Brahma, Vishnu y Shiva.
Es un elemento central de los textos de Shakta y es ampliamente elogiada en Lalita Sahasranama y Saundarya Lahari. En el Lalitopakhyana del Brahmanda Purana, se la conoce como Adi Parashakti.
El Lalita Sahasranama narra la batalla cósmica entre Lalita Tripura Sundari y el demonio Bhandasura, que simboliza el triunfo del bien sobre el mal. Este texto sagrado ofrece una descripción detallada de sus atributos y cualidades divinas.
Existen templos dedicados a ella en toda la India, siendo los más destacados los de Tripura, Bengala Occidental, Tamil Nadu, Andhra Pradesh, Telangana, Jharkhand y Karnataka . Sus festivales, incluidos Lalita Jayanti y Lalita Panchami, se celebran con fervor y reflejan la profunda conexión espiritual de los devotos con la diosa y su encarnación de la energía femenina divina.

## Etimología y nomenclatura
La palabra Tripura (त्रिपुर) significa tres ciudades o tres mundos, Sundari (सुन्दरी) significa mujer hermosa. Tripura Sundari significa la mujer más bella de los tres mundos. Tripura también podría significar las tres ciudades creadas por Mayasura y destruidas por Tripurantaka, es decir, "La que es bella para el destructor de las Tres Ciudades". Se la conoce como Tripura porque su mantra tiene tres grupos de letras. También se le llama Tripura porque se manifiesta en Brahma, Vishnu y Shiva como la creadora, preservadora y destructora del universo.
Con el nombre de Lalita, significa "la que juega" o "juguetona" implicando ser la Diosa que juega al Lila (el juego divino).

## Iconografía
En el Dhyana Stotra se describe así: "Me imagino a mi diosa Bhavani, que tiene el color del sol naciente. Quien tiene ojos que son ondas de misericordia, quien tiene un arco hecho de caña dulce, flechas hechas de suaves flores, y Pasha, Ankusha en sus manos, y quien está rodeada por sus devotos con grandes poderes, como personificación del concepto de “yo”.
También se encuentran detalles de su aparición en el famoso himno en su alabanza, el Lalita Sahasranama, donde se dice que se encuentra sentada en un trono como una reina (nombres 2 y 3), llevar joyas (nombres 13 y 14), tener las marcas auspiciosas de una mujer casada (nombres 16-25), y tener pechos grandes y una cintura delgada (nombre 36); la luna creciente adorna su frente, y su sonrisa abruma a Kameshwara, el señor del deseo (nombre 28). Ella tiene como trono cuyas patas son Pancha Brahmas (cinco Brahmas) (nombre 249). A menudo se la representa iconográficamente como una niña de 16 años (de ahí el apelativo "Shodashi") sentada en un loto que descansa sobre el cuerpo supino de Sadashiva, que a su vez yace en un trono cuyas piernas son los dioses Brahma, Vishnu, Isvara y Rudra. En algunos casos, el loto crece del ombligo de Shiva. En otros casos más comunes, el loto crece directamente desde el Sri Chakra.

## Sri Yantra

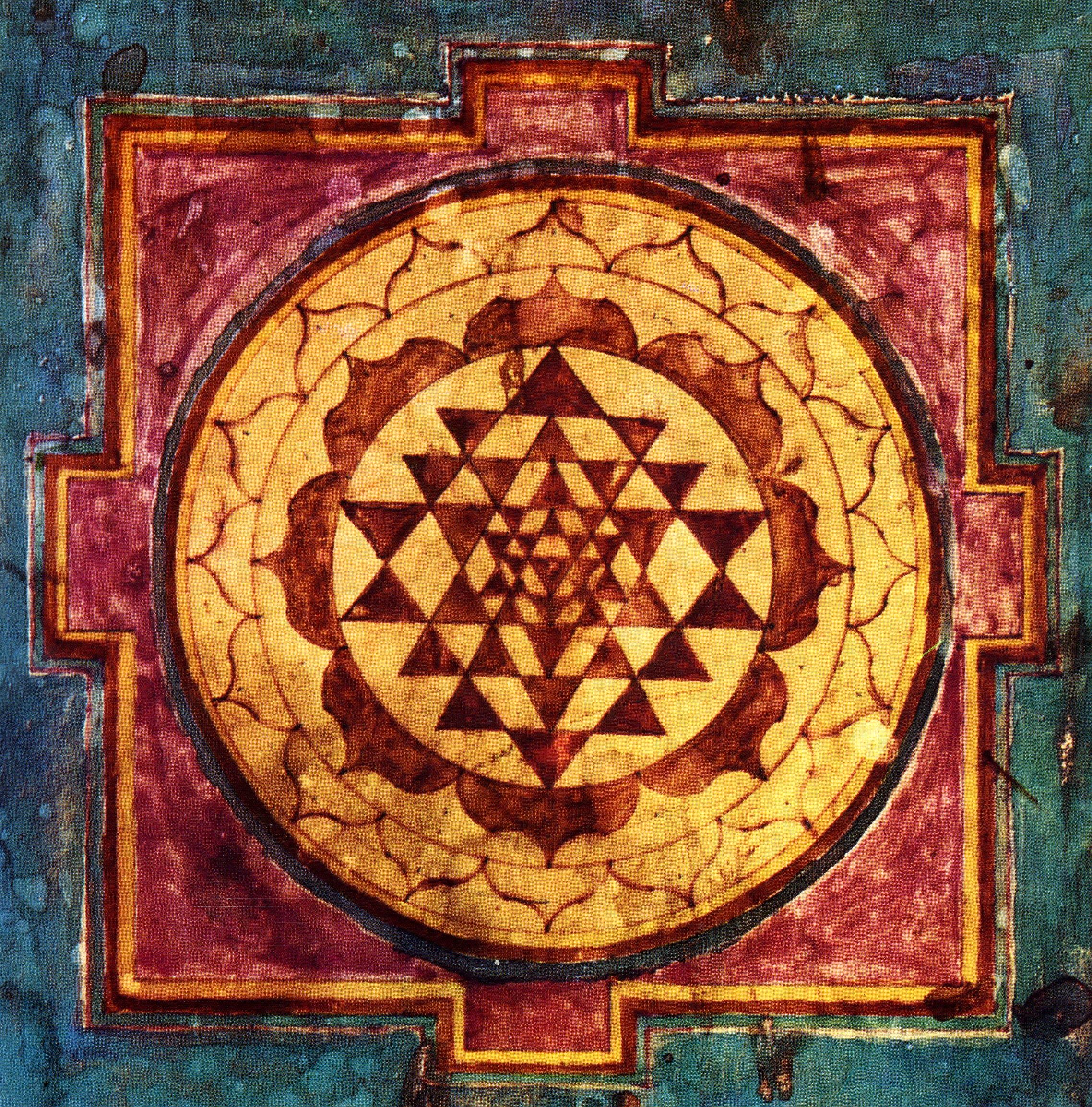
El Sri Yantra en forma de diagrama, que muestra cómo sus nueve triángulos entrelazados forman un total de 43 triángulos más pequeños.

El Sri Yantra es una forma de diagrama místico (yantra) utilizado en la escuela Shri Vidya del hinduismo. Compuesto por nueve triángulos entrelazados, encarna un simbolismo complejo. Cuatro triángulos hacia arriba representan a Shiva, mientras que cinco triángulos hacia abajo representan a Shakti, abarcando los reinos cósmico y humano alrededor de un punto central llamado bindu. Esta configuración a veces se denomina Navayoni Chakra.
El Sri Yantra tiene un gran significado en la escuela Shri Vidya y es central para su culto. Simboliza la unión de las energías divinas masculinas y femeninas. Los triángulos, que varían en tamaño, forman 43 triángulos más pequeños en niveles concéntricos, reflejando el cosmos. El punto de poder (bindu) se erige como el centro cósmico, rodeado de círculos concéntricos con patrones de pétalos de loto que denotan creación y fuerza vital. Estos elementos, dispuestos dentro de un cuadrado de tierra, representan un templo con puertas a diferentes regiones del universo.
En la tradición Shri Vidya, el Sri Yantra representa el núcleo de la devoción. Cada triángulo y nivel está asociado con aspectos específicos de la divinidad, culminando en una estructura conocida como el chakra nava. Su proyección en tres dimensiones da como resultado el Maha Meru, que simboliza la filosofía del Shaivismo de Cachemira. Subhash Kak ha establecido paralelismos entre el Sri Yantra y los antiguos textos védicos, destacando su importancia perdurable en el pensamiento espiritual hindú.

## Templos

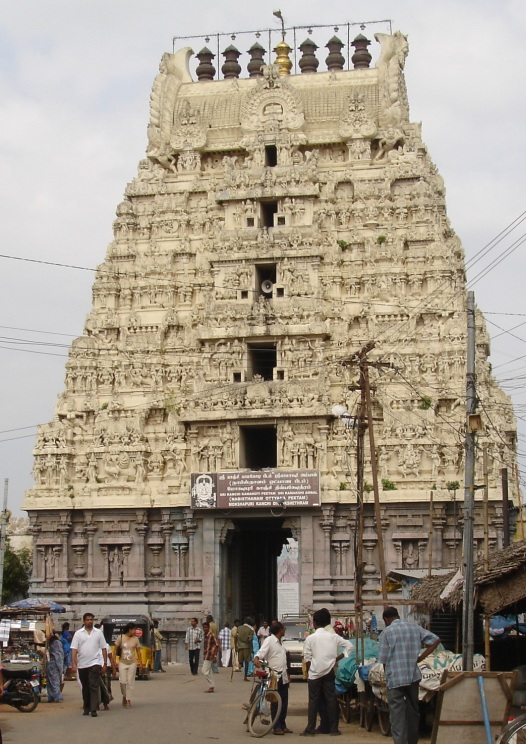
Templo Kamakshi Amman en Kanchipuram, Tamil Nadu, India (2005)

### India
Hay varios templos dedicados a Lalita en toda la India. Algunos de los más significativos incluyen:
- Templo Adyar Kamakshi, Tamil Nadu: si bien la deidad principal de este templo es la diosa Kamakshi, a menudo se la asocia con Tripura Sundari en la tradición Shakta. El templo está ubicado en Chennai, Tamil Nadu.
- Kanchi Kamakoti Peetham, Tamil Nadu: también llamado Sri Kanchi Matham o Monasterio Sri Kanchi, es una institución hindú, ubicada en Kanchipuram, Tamil Nadu. Está ubicado cerca de un templo dedicado a la Diosa Sri Kamakshi, junto con un santuario para el maestro Advaita Vedanta Adi Shankara.[7]
- Templo Ratneshwari, Jharkhand: ubicado en Jharkhand, este templo está dedicado a la diosa Tripura Sundari. Se cree que es uno de los Shakti Peethas y tiene una inmensa importancia entre los devotos.
- Templo Sri Rajarajeswari, Karnataka: este peetham (institución espiritual) en Karnataka está dedicado a la diosa Rajarajeswari, una forma de Tripura Sundari. Es un conocido centro de culto y actividades espirituales.[8]
- Templo Tiruvakkarai Kamakshi Amman, Tamil Nadu: este templo está ubicado en Tiruvakkarai, cerca de Pondicherry, Tamil Nadu. Es un importante lugar de peregrinación dedicado a la diosa Tripura Sundari. El templo es conocido por su intrincada arquitectura y su entorno sereno.
- Templo Tripura Sundari, Tripura: este templo está ubicado en la antigua ciudad de Udaipur en Tripura, India. Es uno de los 51 Shakti Peethas, que se consideran altamente sagrados en la tradición Shakta. El complejo del templo está dedicado a la diosa Tripura Sundari y atrae a devotos de todo el país.
- Templo Rajrajeswari en el distrito Tehri de Uttarakhand. La deidad presidente Rajrajeswari es idéntica a Nanda, la diosa patrona de los pueblos Kumaoni y Garhwali. Es adorada mediante métodos tántricos y chamánicos como Jaagar en Uttarakhand.
- Hay otro templo de Lalita en Chhatrabhog.[9]

### Alemania

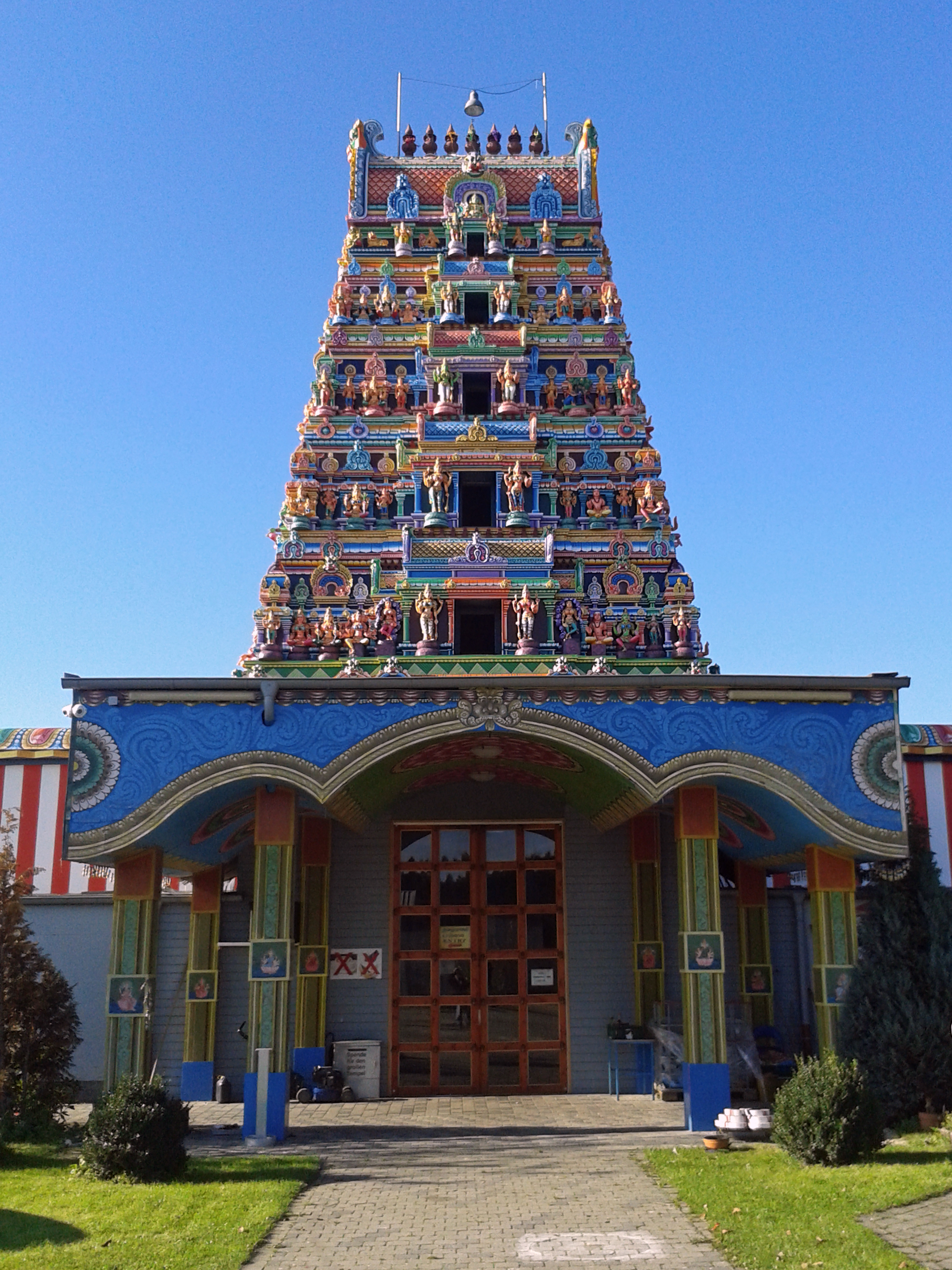
Templo Sri Kamakshi Ambal en Hamm, Alemania (2014)

En Hamm, en Renania del Norte-Westfalia, Alemania, se encuentra el Templo Sri Kamadchi Ampal, construido en 2002.

## Festivales
Los festivales dedicados a Lalita se celebran con devoción y reverencia en varias regiones según la tradición Shakta. Sus festivales principales son Lalita Jayanti y Lalita Panchami, pero otros festivales también tienen importancia.

### Lalita Jayanti
Lalita Jayanthi se celebra en Magha Purnima, el día de luna llena del mes de Magha (enero-febrero). Es un día muy importante en algunas partes del norte de la India cuando se celebran ofrendas y ceremonias especiales. Se cree que los devotos en este día serán bendecidos si adoran a la Diosa Lalita con total devoción y dedicación.

### Lalita Panchami
Lalita Panchami es un tithi muy auspicioso, que se celebra el quinto día del festival Sharad Navaratri . Cuenta la leyenda que en este auspicioso día la Diosa Lalita emergió del fuego para derrotar a Bhandasura, un demonio creado a partir de las cenizas de Kamadeva . Este día es muy importante en Gujarat y Maharashtra. En este día, algunos devotos también celebran un ayuno llamado Lalita Panchami vrata, que también se llama Upang Lalita Vrat.  Se cree que trae riqueza, felicidad y sabiduría. El canto de mantras védicos dedicados a la diosa Lalita en este día es muy útil. Es una creencia popular que al hacerlo se resolverán inmediatamente todos los problemas personales y laborales de la vida.

### Otros festivales
Navaratri, un festival de nueve noches, tiene un inmenso significado ya que los devotos participan en elaborados rituales, ayunos, oraciones y recitaciones de textos sagrados en honor a la divinidad femenina. Dussehra, que marca el triunfo del bien sobre el mal, a menudo incluye la adoración a Tripura Sundari, enfatizando su papel como protectora y cuidadora. Shodashi Puja, dedicada a su forma juvenil, es dirigida por devotos iniciados. Chaitra Navaratri, que se celebra entre marzo y abril, refleja las celebraciones de Navaratri de otoño. Pournami Pooja, que se celebra durante los días de luna llena, implica oraciones y rituales especiales para buscar sus bendiciones. Además, varias regiones pueden organizar Shakti Utsav, celebrando las formas multifacéticas de la diosa. Estos festivales muestran colectivamente la devoción, la riqueza cultural y la conexión espiritual que los devotos comparten con la diosa Tripura Sundari.